# Guitar Hero (videogioco)
Guitar Hero è un videogioco musicale sviluppato da Harmonix Music Systems e pubblicato da RedOctane per PlayStation 2. È caratterizzato da un controller speciale a forma di chitarra (una riproduzione della Gibson SG) per simulare la sensazione di chitarra elettrica. Guitar Hero è uscito l'8 novembre 2005 in USA, il 7 aprile 2006 in Europa e il 15 giugno 2006 in Australia ed è il primo capitolo dell'omonima serie.
Il gioco presenta un controller a forma di chitarra (simile a una Gibson SG in miniatura) che il giocatore utilizza per simulare la riproduzione di musica rock. Il gameplay è simile a GuitarFreaks, in quanto il giocatore preme i pulsanti sul controller della chitarra a tempo con le note musicali che scorrono sullo schermo. Il gioco presenta cover di 30 canzoni rock popolari che spaziano dagli anni sessanta fino al 2005, oltre a tracce bonus. Guitar Hero si è rivelato un gioco di successo, guadagnandosi il plauso della critica e vincendo molti premi dalle principali testate videoludiche, ed è stato considerato uno dei giochi più influenti del decennio. Il successo del gioco ha lanciato il franchise di Guitar Hero, che ha guadagnato più di 2 miliardi di dollari, dando vita a diversi sequel, espansioni e altri prodotti relativi al gioco.

## Modalità di gioco
Il controller di Guitar Hero è una chitarra leggermente sottodimensionata rispetto ad una chitarra vera: sul manico sono presenti 5 tasti di colori differenti disposti parallelamente al manico. La plettrata va effettuata su una barra di plastica presente all'altezza delle corde che è chiamata "barra della pennata" e in più è presente anche la leva del vibrato, che può essere utilizzata durante le note più lunghe per dare un tocco di personalità in più ai brani presenti nel gioco oltre che per immagazzinare lo star power, un potere speciale da usare durante l'esecuzione di un brano; la sua attivazione avviene tramite l'inclinazione del controller grazie ad un sensore di movimento presente all'interno del controller stesso. Il controller è compatibile con tutti i successivi capitoli della serie di Guitar Hero. A corredo del controller viene fornita una tracolla e degli adesivi per personalizzare lo stesso.
Il gameplay del gioco, in verità, non è del tutto nuovo: anni prima la Konami aveva proposto un gioco analogo sulla prima PlayStation dal titolo Guitar Freaks ma suddetto gioco è poco noto perché non venne mai pubblicato al di fuori del suolo nipponico.

## Personaggi
Disponibili
- Axel Steel - Thrash metal
- Jonny Napalm - Punk rock
- Clive Winston - Indie rock
- Judy Nails - Riot grrrl
- Xavier Stone - Acid rock/Psychedelic rock
- Pandora - Gothic metal

Sbloccabili
- Izzy Spark - Hair metal
- Morty - Death metal

## Accoglienza
| Testata                            | Giudizio |
| ---------------------------------- | -------- |
| GameRankings (media al {{{data}}}) | 91.96%   |
| Metacritic (media al 25-4-2021)    | 91/100   |
| 1UP.com                            | A+       |
| Edge                               | 8/10     |
| Eurogamer                          | 8/10     |
| GameSpot                           | 9,0/10   |
| GameSpy                            | 4,5/5    |
| GameZone                           | 92/100   |
| IGN                                | 9,2/10   |
| Jeuxvideo.com                      | 18/20    |
| Play                               | 10/10    |

Guitar Hero ha ricevuto il plauso della critica. IGN ha elogiato la "fantastica colonna sonora" e la "notevole periferica" creata per il gioco, affermando inoltre che il mini controller Gibson SG "è un pregio per Guitar Hero, piuttosto che un difetto". GameSpot ha condiviso questa opinione, affermando che Guitar Hero aveva un "ottimo controller" e una "colonna sonora incredibile" ed era forse il "miglior gioco ritmico mai realizzato". Molte recensioni hanno lodato la curva di apprendimento graduale del gioco e l'approccio alla difficoltà attraverso la progressione del livello dei brani e l'impostazione della difficoltà per ognuno di essi. GameSpy ha commentato la lunghezza delle canzoni, in quanto "una volta raggiunti i tre minuti circa, le cose iniziano a sembrare troppo lunghe". Eurogamer ha affermato che "la mancanza di qualità di star internazionali nel roster delle canzoni e l'assenza di artisti originali è forse l'unica cosa che può sminuire il pacchetto dal punto di vista di un compratore" e "sarebbe stato davvero sorprendente con una migliore elenco di tracce".
Poco dopo l'uscita, Guitar Hero è diventato un successo inaspettato; è stato il secondo titolo per PlayStation 2 più venduto nel febbraio 2006 secondo NPD Group. Le vendite del gioco ammontavano a 45 milioni di dollari nel 2005. Da allora, il gioco ha venduto circa 1,53 milioni di copie fino a dicembre 2007. Il successo del gioco ha generato un franchise da un miliardo di dollari, inclusi quattro sequel su diverse console di settima generazione, sette espansioni, una versione basata su telefono cellulare e una versione portatile per Nintendo DS. Harmonix non è stata più coinvolta nello sviluppo della serie, a causa della sua acquisizione da parte di MTV. Da allora Harmonix ha sviluppato Rock Band utilizzando design simili a quelli che hanno reso possibile il successo di Guitar Hero.
Il gioco e i suoi sequel hanno suscitato interesse in giovani adulti e bambini per imparare a suonare una vera chitarra, ed è stato considerato come un "fenomeno culturale" che ha avuto un impatto significativo. Alla fine del 2009, diverse testate, tra cui Wired, G4TV, CNN, San Jose Mercury News, Toronto Star, Inc., The Guardian e Advertising Age, consideravano Guitar Hero uno dei prodotti più influenti del primo decennio del XXI secolo, definendolo la scintilla che avrebbe portato alla crescita del mercato dei rhytm game, avendo aumentato le vendite di musica di artisti vecchi e nuovi, introdotto una dimensione sociale nel mercato dei videogiochi e, insieme alla Wii, migliorato l'interattività con le console di gioco.

### Premi
Guitar Hero ha vinto diversi premi. Nei "Best of 2005" di IGN, il gioco è stato riconosciuto come "Miglior gioco musicale", "Miglior gioco musicale per PlayStation 2", "Miglior colonna sonora non originale", "Miglior colonna sonora non originale per PlayStation 2", "Miglior gioco multiplayer offline", "Miglior gioco multiplayer offline per PlayStation 2" e "Miglior periferica di gioco" (per il controller Mini Gibson SG). GameSpot ha anche riconosciuto il gioco come "Meglio e Peggio del 2005", assegnandogli gli onori come "Miglior Puzzle/Rhytm Game", "Miglior Metal" e "Reader's Choice - Miglior Puzzle/Rhytm Game". I Game Developers Choice Awards hanno premiato Guitar Hero come "Eccellenza nell'audio" e "Eccellenza nell'innovazione dei giochi".  Gli Interactive Achievement Awards 2005 dell'Academy of Interactive Arts & Sciences hanno premiato il gioco come "Gioco dell'anno", "Miglior conquista nel Game Design", "Miglior conquista nell'organizzazione del gameplay" (a pari merito) e "Miglior conquista nella colonna sonora". Guitar Hero ha anche vinto "Miglior colonna sonora" agli Spike TV Video Game Awards 2005.

## Versioni arcade
L'enorme successo ottenuto dal gioco ha fatto sì che ne venissero realizzate due conversioni arcade per le sale giochi: la prima è la versione asiatica, la quale ripropone pedissequamente il gameplay del gioco riproponendo anche il tipico controller a forma di chitarra già utilizzato per la versione PlayStation 2 mentre la seconda è una variante di Pop'n Music con dei pulsanti da premere direttamente integrati nel cabinato.